# Сапаргалиева, Гульдана Галымовна
Гульдана Галымовна Сапаргалиева (каз. Гүлдана Ғалымқызы Сапарғалиева, род. 6 ноября 1951; Балхаш, Карагандинская область, Казахская ССР) — советская и казахская камерная певица, вокалистка, музыкальный педагог, профессор, музыкально-общественный деятель. заслуженный деятель Казахстана (2009). Почётный работник образования Республики Казахстан.

## Биография
Гульдана Сапаргалиева Родился 6 ноября 1951 года в городе Балхаш Карагандинской области. Происходит из подрода тастемир рода тобыкты племени аргын.
В 1978 году окончила вокальное отделение Ленинградской государственной консерватории им. Н.А. Римского-Корсакова.
Трудовую деятельность начала в 1978 году солистом оперы, концертно-камерным исполнителем Казахского государственного академического театра оперы и балета им. Абая
С 1984 по 1995 годы — директор по концертной деятельности гос. филармонии  им. Жамбыла.
С 1995 по 2000 годы — главный специалист музыкального управления министерства культуры Республики Казахстан.
С 2000 по 2003 годы — декан факультета «Музыкальный  театр и эстрадное искусство»  Казахской Национальной академии искусств им.Т. Жургенова.
С 2003 по 2007 годы — проректор факультетов «Живопись и скульптура», «Хореография», «Театр и эстрадное искусство», проректор по учебной работе Казахской Национальной академии искусств им. Т.Жургенова.
С 2000 по 2015 годы — профессор кафедры «Вокальное пение» Казахской Национальной академии искусств им. Т.Жургенова.
С 2007 года — руководитель школы-интерната, колледжа Казахской Национальной академии искусств им. Т.Жүргенова.
В настоящее время является заведующим и профессором кафедры «сольное пение» факультета театрального искусства Казахской Национальной академии искусств им. Темирбека Жургенова.
С 2009 года — Член партии «Нур Отан» и член Союза театральных деятелей Республики Казахстан.

### Семья
- Муж — Байымбет Кожабаев (род. 1949) — советский и казахстанский оперный певец, заслуженный артист Республики Казахстан, музыкальный педагог, профессор, солист Государственного академического театра оперы и балета имени Абая.
- Сын — Амангелды Кожабаев.

## Награды и звания
- Указом Президента Республики Казахстан от 4 декабря 2009 года награждена почётным званием «Заслуженный деятель Республики Казахстан» за особые заслуги в области казахской музыкальной педагогики[1].
- нагрудный знак «Почётный работник образования Республики Казахстан»
- нагрудный знак «Отличник образования Республики Казахстан»
- награждена Орденом «Курмет» и медалями.
- Медаль «25 лет независимости Республики Казахстан» (2016)[2]
- Лауреат республиканского конкурса певцов им. Куляш Байсеитовой.
- Лауреат Республиканского фестиваля молодёжного творчества «Жигер».
- Награждена благодарственным письмом Первого Президента Республики Казахстан и др.